# هویت (فیلم ۲۰۰۰)
هویت (به هندی: Astitva) فیلمی محصول سال ۲۰۰۰ و به کارگردانی ماهش مانجرکار است. در این فیلم بازیگرانی همچون تابو، ساچین خدکار، موهنیش باهل، راویندرا مانکانی، اسمیتا جایکار، نامراتا شیرودکار ایفای نقش کرده‌اند.